# Mathias Koch
Mathias Koch (ur. 3 września 1962 w Haldensleben) – niemiecki lekkoatleta, specjalista skoku w dal, medalista halowych mistrzostw Europy. W czasie swojej kariery reprezentował Niemiecką Republikę Demokratyczną.

## Kariera sportowa
Zajął 3. miejsce w skoku w dal w finale A pucharu Europy w 1983 w Londynie.
Zdobył srebrny medal w tej konkurencji na halowych mistrzostwach Europy w 1984 w Göteborgu, przegrywając jedynie z Janem Leitnerem z Czechosłowacji, a wyprzedzając Roberta Emmijana ze Związku Radzieckiego. Nie wziął udziału w igrzyskach olimpijskich w 1984 w Los Angeles z powodu ich bojkotu przez NRD. Wystąpił w zawodach Przyjaźń-84, zorganizowanych w Moskwie dla lekkoatletów z państw bojkotujących igrzyska olimpijskie. Zajął 11. miejsce w skoku w dal.
Był wicemistrzem NRD w skoku w dal w 1984 i brązowym medalistą w 1983, a w hali mistrzem w tej konkurencji w 1984 oraz wicemistrzem w 1985 i 1987.
Rekordy życiowe Kocha:
- skok w dal – 8,12 m (3 lipca 1986, Drezno)
- skok w dal (hala) – 8,09 m (25 stycznia 1984, Berlin)